# Freistatt (Misuri)
Freistatt es una villa ubicada en el condado de Lawrence en el estado estadounidense de Misuri. En el Censo de 2010 tenía una población de 163 habitantes y una densidad poblacional de 296,86 personas por km².

## Geografía
Freistatt se encuentra ubicada en las coordenadas 37°1′17″N 93°53′51″O / 37.02139, -93.89750. Según la Oficina del Censo de los Estados Unidos, Freistatt tiene una superficie total de 0.55 km², de la cual 0.55 km² corresponden a tierra firme y (0%) 0 km² es agua.

## Demografía
Según el censo de 2010, había 163 personas residiendo en Freistatt. La densidad de población era de 296,86 hab./km². De los 163 habitantes, Freistatt estaba compuesto por el 89.57% blancos, el 0% eran afroamericanos, el 4.29% eran amerindios, el 0.61% eran asiáticos, el 0% eran isleños del Pacífico, el 4.91% eran de otras razas y el 0.61% pertenecían a dos o más razas. Del total de la población el 9.82% eran hispanos o latinos de cualquier raza.